# Endressia
- Commons
- Wikispecies

Endressia é um género botânico pertencente à família Apiaceae.